# Terza Divisione 1922-1923
La Terza Divisione 1922-1923 fu la prima edizione di questa manifestazione calcistica, a carattere regionale con finali interdivisionali, organizzata dalla FIGC.
Successe alla vecchia Promozione, ed era strutturata in campionati regionali gestiti dai Comitati Regionali. I campioni regionali disputarono le qualificazioni della Lega Nord alla Seconda Divisione dell'anno successivo contro le squadre terzultime classificate di ogni girone della categoria superiore.
Non erano previste retrocessioni in Quarta Divisione che fu destinata a raccogliere le nuove squadre affiliate e non ammesse in Terza Divisione.

## Comitati della Lega Nord
Furono sette: Piemonte, Liguria, Lombardia, Veneto, Venezia Giulia, Emilia e Toscana. I campioni regionali accedevano alle qualificazioni alla Seconda Divisione contro le terzultime classificate della categoria superiore.

## Piemonte

### Girone A

#### Squadre partecipanti
| Club                       | Città                 | Stadio | Stagione precedente                     |
| -------------------------- | --------------------- | ------ | --------------------------------------- |
| G.S. Aeronautica di Torino | Torino                |        |                                         |
| U.S.R. La Chivasso         | Chivasso (TO)         |        |                                         |
| Pinerolo F.B.C.            | Pinerolo (TO)         |        |                                         |
| U.S. Settimese             | Settimo Torinese (TO) |        |                                         |
| U.S. Trinese               | Trino (NO)            |        | 3ª nella Seconda Divisione del Piemonte |

#### Classifica finale
|  | Pos. | Squadra     | Pt | G | V | N | P | GF | GS | DR |
|  | ---- | ----------- | -- | - | - | - | - | -- | -- | -- |
|  | 1.   | Settimese   | 10 | 8 |   |   |   |    |    | +  |
|  | 2.   | Aeronautica | 9  | 8 |   |   |   |    |    | +  |
|  | 3.   | La Chivasso | 6  | 8 |   |   |   |    |    | +  |
|  | 4.   | Pinerolo    | 4  | 8 |   |   |   |    |    | -  |
|  | 5.   | Trinese     | 3  | 8 |   |   |   |    |    | -  |

Legenda:

      Ammesso alla finale piemontese.
Regolamento:

Due punti a vittoria, uno a pareggio, zero a sconfitta.
Note:
6 punti mancanti dal computo totale.

### Girone B

#### Squadre partecipanti
| Club              | Città                    | Stadio | Stagione precedente |
| ----------------- | ------------------------ | ------ | ------------------- |
| U.S. Albese       | Alba (CN)                |        |                     |
| U.C. Astigiani    | Asti (AL)                |        |                     |
| Balzola F.B.C.    | Balzola (AL)             |        |                     |
| U.S. Castelnovese | Castelnuovo Scrivia (AL) |        |                     |
| U.S. La Bagni     | Acqui Terme (AL)         |        |                     |

#### Classifica finale
|  | Pos. | Squadra       | Pt | G | V | N | P | GF | GS | DR |
|  | ---- | ------------- | -- | - | - | - | - | -- | -- | -- |
|  | 1.   | Balzola       | ?? | 8 |   |   |   |    |    | +  |
|  | 2.   | Astigiani     | ?? | 8 |   |   |   |    |    | +  |
|  | 3.   | Albese        | ?? | 8 |   |   |   |    |    | +  |
|  | 4.   | Castelnovese  | ?? | 8 |   |   |   |    |    | -  |
|  | 5.   | La Bagni (-1) | ?? | 8 |   |   |   |    |    | -  |

Legenda:

      Ammesso alla finale piemontese.
Regolamento:

Due punti a vittoria, uno a pareggio, zero a sconfitta.
Note:
La Bagni ha scontato 1 punto di penalizzazione in classifica per una rinuncia.

### Girone C

#### Squadre partecipanti
| Club              | Città            | Stadio | Stagione precedente |
| ----------------- | ---------------- | ------ | ------------------- |
| S.S. Borgomanero  | Borgomanero (NO) |        |                     |
| C.S. Crusinallese | Crusinallo (NO)  |        |                     |
| Domo F.B.C.       | Domodossola (NO) |        |                     |
| U.S. Intrese      | Intra (NO)       |        |                     |
| U.S. Omegnese     | Omegna (NO)      |        |                     |
| Pallanza Sportiva | Pallanza (NO)    |        |                     |
| Stresa Sportiva   | Stresa (NO)      |        |                     |

#### Classifica finale
|  | Pos. | Squadra      | Pt | G  | V | N | P | GF | GS | DR |
|  | ---- | ------------ | -- | -- | - | - | - | -- | -- | -- |
|  | 1.   | Omegnese     | 18 | 12 |   |   |   |    |    | +  |
|  | 2.   | Pallanza     | 17 | 12 |   |   |   |    |    | +  |
|  | 3.   | Crusinallese | 14 | 12 |   |   |   |    |    | +  |
|  | 4.   | Intrese      | 10 | 12 |   |   |   |    |    | -  |
|  | 5.   | Borgomanero  | 9  | 12 |   |   |   |    |    | -  |
|  | 6.   | Domo (-1)    | 7  | 12 |   |   |   |    |    | -  |
|  | 7.   | Stresa       | 6  | 12 |   |   |   |    |    | -  |

Legenda:

      Ammesso alla finale piemontese.
Regolamento:

Due punti a vittoria, uno a pareggio, zero a sconfitta.
Note:
Domo ha scontato 1 punto di penalizzazione in classifica per una rinuncia.
2 punti mancanti dal computo totale.

### Girone finale
- Settimese-Balzola 2-1 e 2-1.
- Settimese-Omegnese 1-0.
- Settimese qualificata alle qualificazioni alla Seconda Divisione.

## Liguria

### Girone A

#### Squadre partecipanti
| Club               | Città            | Stadio | Stagione precedente |
| ------------------ | ---------------- | ------ | ------------------- |
| S.C. Audace        | Porto Maurizio   |        |                     |
| Aurora F.C.        | Savona (GE)      |        |                     |
| U.S. Miramare      | Savona (GE)      |        |                     |
| U.S. Veloce        | Savona (GE)      |        |                     |
| U.S. Ventimigliese | Ventimiglia (IM) |        |                     |

#### Classifica finale
|  | Pos. | Squadra       | Pt | G | V | N | P | GF | GS | DR |
|  | ---- | ------------- | -- | - | - | - | - | -- | -- | -- |
|  | 1.   | Ventimigliese | 13 | 8 |   |   |   |    |    | +  |
|  | 2.   | Miramare      | 11 | 8 |   |   |   |    |    | +  |
|  | 3.   | Aurora        | 10 | 8 |   |   |   |    |    | +  |
|  | 4.   | Veloce Savona | 6  | 8 |   |   |   |    |    | -  |
|  | 5.   | Audace        | 0  | 8 |   |   |   |    |    | -  |

Legenda:

      Ammesso alla semifinale ligure.
Regolamento:

Due punti a vittoria, uno a pareggio, zero a sconfitta.

### Girone B

#### Squadre partecipanti
| Club                  | Città                   | Stadio | Stagione precedente |
| --------------------- | ----------------------- | ------ | ------------------- |
| S.G.C. Corniglianese  | Cornigliano Ligure (GE) |        |                     |
| S.S. Italia Nuova     | Bolzaneto (GE)          |        |                     |
| Forti e Veloci F.B.C. | Genova                  |        |                     |
| U.S. Pontedecimo      | Pontedecimo (GE)        |        |                     |
| U.S. Ronchese         | Ronco Scrivia (GE)      |        |                     |
| U.S. Veloci Embriaci  | Genova                  |        |                     |

#### Classifica finale
|  | Pos. | Squadra         | Pt | G  | V | N | P | GF | GS | DR |
|  | ---- | --------------- | -- | -- | - | - | - | -- | -- | -- |
|  | 1.   | Veloci Embriaci | 14 | 10 |   |   |   |    |    | +  |
|  | 2.   | Italia Nuova    | 12 | 10 |   |   |   |    |    | +  |
|  | 3.   | Corniglianese   | 9  | 10 |   |   |   |    |    | +  |
|  | 4.   | Forti e Veloci  | 8  | 10 |   |   |   |    |    | -  |
|  | 5.   | Ronchese        | 6  | 10 |   |   |   |    |    | -  |
|  | 6.   | Pontedecimo     | 5  | 10 |   |   |   |    |    | -  |

Legenda:

      Ammesso alla semifinale ligure.
Regolamento:

Due punti a vittoria, uno a pareggio, zero a sconfitta.
Note:
6 punti mancanti dal computo totale.

### Girone C

#### Squadre partecipanti
| Club               | Città                        | Stadio | Stagione precedente |
| ------------------ | ---------------------------- | ------ | ------------------- |
| Ardita Spartana    | Genova                       |        |                     |
| S.S. Calcio Ligure | Genova                       |        |                     |
| U.S. Genovese      | Genova                       |        |                     |
| S.C. Molassana     | Molassana (GE)               |        |                     |
| S.S. Tigullio      | Santa Margherita Ligure (GE) |        |                     |
| U.S. Vittoria      | Genova                       |        |                     |

#### Classifica finale
|  | Pos. | Squadra         | Pt | G  | V | N | P | GF | GS | DR |
|  | ---- | --------------- | -- | -- | - | - | - | -- | -- | -- |
|  | 1.   | Molassana       | 17 | 10 |   |   |   |    |    | +  |
|  | 2.   | Ardita Spartana | 15 | 10 |   |   |   |    |    | +  |
|  | 3.   | Genovese        | 12 | 10 |   |   |   |    |    | +  |
|  | 4.   | Tigullio        | 11 | 10 |   |   |   |    |    | -  |
|  | 5.   | Vittoria (-1)   | 4  | 10 |   |   |   |    |    | -  |
|  | 6.   | Liguria         | 0  | 10 |   |   |   |    |    | -  |

Legenda:

      Ammesso alla semifinale ligure.
Regolamento:

Due punti a vittoria, uno a pareggio, zero a sconfitta.
Note:
Vittoria ha scontato 1 punto di penalizzazione in classifica per una rinuncia.

### Girone D

#### Squadre partecipanti
| Club                   | Città        | Stadio | Stagione precedente |
| ---------------------- | ------------ | ------ | ------------------- |
| S.C. Aquila            | Genova       |        |                     |
| F.C. Fiorente          | Genova       |        |                     |
| Grifone F.C.           | Genova       |        |                     |
| U.S. Nazionale Liguria | Genova       |        |                     |
| C.S. Ruentes           | Rapallo (GE) |        |                     |
| S.S. Pro San Gottardo  | Genova       |        |                     |

#### Classifica finale
|  | Pos. | Squadra           | Pt | G  | V | N | P | GF | GS | DR |
|  | ---- | ----------------- | -- | -- | - | - | - | -- | -- | -- |
|  | 1.   | Fiorente          | 17 | 10 |   |   |   |    |    | +  |
|  | 2.   | Rapallo Ruentes   | 15 | 10 |   |   |   |    |    | +  |
|  | 3.   | Pro San Gottardo  | 9  | 10 |   |   |   |    |    | +  |
|  | 4.   | Grifone           | 6  | 10 |   |   |   |    |    | -  |
|  | 5.   | Aquila            | 4  | 10 |   |   |   |    |    | -  |
|  | 6.   | Nazionale Liguria | 3  | 10 |   |   |   |    |    | -  |

Legenda:

      Ammesso alla semifinale ligure.
Regolamento:

Due punti a vittoria, uno a pareggio, zero a sconfitta.
Note:
6 punti mancanti dal computo totale.

### Girone E

#### Squadre partecipanti
| Club             | Città                            | Stadio | Stagione precedente |
| ---------------- | -------------------------------- | ------ | ------------------- |
| Audace Club      | La Spezia (quartiere Migliarina) |        |                     |
| U.S. Olimpia     | La Spezia                        |        |                     |
| Pegazzano F.B.C. | La Spezia (quartiere Pegazzano)  |        |                     |
| S.C. Virtus      | La Spezia                        |        |                     |

#### Classifica finale
|  | Pos. | Squadra       | Pt | G  | V | N | P | GF | GS | DR |
|  | ---- | ------------- | -- | -- | - | - | - | -- | -- | -- |
|  | 1.   | Olimpia       | __ | ?? |   |   |   |    |    | +  |
|  | 2.   | Virtus Spezia | __ | ?? |   |   |   |    |    | +  |
|  | 3.   | Pegazzano     | __ | ?? |   |   |   |    |    | +  |
|  | 4.   | Audace        | __ | ?? |   |   |   |    |    | -  |

Legenda:

      Ammesso alla semifinale ligure.
Regolamento:

Due punti a vittoria, uno a pareggio, zero a sconfitta.
Note:
Il girone fu vinto dall'Olimpia che tuttavia venne squalificato per irregolarità e al suo posto si qualificò alle semifinali la Virtus.

### Girone A
|  | Pos. | Squadra         | Pt | G | V | N | P | GF | GS | DR  |
|  | ---- | --------------- | -- | - | - | - | - | -- | -- | --- |
|  | 1.   | Veloci Embriaci | 6  | 4 | 3 | 0 | 1 | 13 | 5  | +8  |
|  | 1.   | Rapallo Ruentes | 6  | 4 | 3 | 0 | 1 | 10 | 7  | +3  |
|  | 3.   | Miramare        | 0  | 4 | 0 | 0 | 4 | 3  | 14 | -11 |

Legenda:

      Ammesso alla finale ligure.
Regolamento:

Due punti a vittoria, uno a pareggio, zero a sconfitta.

### Qualificazione alle finali
|                 | Risultato |                 | Luogo e data           |
| --------------- | --------- | --------------- | ---------------------- |
| Veloci Embriaci | 6 - 1     | Rapallo Ruentes | Genova, 20 maggio 1923 |
|                 |           |                 |                        |

### Girone B
|  | Pos. | Squadra       | Pt | G | V | N | P | GF | GS | DR |
|  | ---- | ------------- | -- | - | - | - | - | -- | -- | -- |
|  | 1.   | Molassana     | 5  | 4 | 2 | 1 | 1 | 9  | 6  | +3 |
|  | 1.   | Ventimigliese | 5  | 4 | 2 | 1 | 1 | 5  | 4  | +1 |
|  | 3.   | Italia Nuova  | 2  | 4 | 0 | 2 | 2 | 5  | 9  | -4 |

Legenda:

      Ammesso alla finale ligure.
Regolamento:

Due punti a vittoria, uno a pareggio, zero a sconfitta.

### Qualificazione alle finali
|           | Risultato |               | Luogo e data           |
| --------- | --------- | ------------- | ---------------------- |
| Molassana | 0 - 1     | Ventimigliese | Savona, 20 maggio 1923 |
|           |           |               |                        |

### Girone C
|  | Pos. | Squadra         | Pt | G | V | N | P | GF | GS | DR |
|  | ---- | --------------- | -- | - | - | - | - | -- | -- | -- |
|  | 1.   | Ardita Spartana | 5  | 4 | 2 | 1 | 1 | 4  | 4  | 0  |
|  | 2.   | Fiorente        | 4  | 4 | 2 | 0 | 2 | 5  | 5  | 0  |
|  | 3.   | Virtus Spezia   | 3  | 4 | 1 | 1 | 2 | 2  | 2  | 0  |

Legenda:

      Ammesso alla finale ligure.
Regolamento:

Due punti a vittoria, uno a pareggio, zero a sconfitta.

### Finale

#### Classifica finale
|  | Pos. | Squadra         | Pt | G | V | N | P | GF | GS | DR |
|  | ---- | --------------- | -- | - | - | - | - | -- | -- | -- |
|  | 1.   | Veloci Embriaci | 4  | 2 | 2 | 0 | 0 |    |    | +  |
|  | 2.   | Ardita Spartana | 1  | 2 | 0 | 1 | 1 |    |    | +  |
|  | 3.   | Ventimigliese   | 1  | 2 | 0 | 1 | 1 |    |    | +  |

Legenda:

      Ammesso agli spareggi della Seconda Divisione.
Regolamento:

Due punti a vittoria, uno a pareggio, zero a sconfitta.
Note:

## Lombardia
Campionato organizzato dal Comitato Regionale Lombardo di Milano su formula di sei gironi da sei squadre con un girone finale sempre da sei squadre.

### Girone A

#### Squadre partecipanti
| Club           | Città                     | Stadio | Stagione precedente           |
| -------------- | ------------------------- | ------ | ----------------------------- |
| S.S. A.L.P.E.  | Bergamo                   | -      |                               |
| F.C. Alzano    | Alzano Maggiore (BG)      | -      | Ammessa dalla Terza Categoria |
| S.S. Gymnasium | Brescia                   | -      |                               |
| G.S. Marelli   | Sesto San Giovanni (MI)   | -      |                               |
| Pro Palazzolo  | Palazzolo sull'Oglio (BS) | -      |                               |
| U.S. Veltro    | Caravaggio (BG)           | -      |                               |

#### Classifica finale
|  | Pos. | Squadra       | Pt | G  | V | N | P | GF | GS | DR |
|  | ---- | ------------- | -- | -- | - | - | - | -- | -- | -- |
|  | 1.   | Marelli (-1)  | 13 | 10 |   |   |   |    |    | +  |
|  | 2.   | Pro Palazzolo | 12 | 10 |   |   |   |    |    | +  |
|  | 2.   | Gymnasium     | 12 | 10 |   |   |   |    |    | +  |
|  | 4.   | Alzano        | 9  | 10 |   |   |   |    |    | -  |
|  | 5.   | A.L.P.E.      | 7  | 10 |   |   |   |    |    | -  |
|  | 6.   | Veltro (-1)   | 5  | 10 |   |   |   |    |    | -  |

Legenda:

      Ammesso alla finale lombarda.
Regolamento:

Due punti a vittoria, uno a pareggio, zero a sconfitta.
Note:
Marelli e Veltro hanno scontato 1 punto di penalizzazione in classifica per una rinuncia.

### Girone B

#### Squadre partecipanti
| Club             | Città                      | Stadio | Stagione precedente           |
| ---------------- | -------------------------- | ------ | ----------------------------- |
| Cernusco S.C.    | Cernusco sul Naviglio (MI) | -      |                               |
| Codogno F.B.C.   | Codogno (MI)               | -      |                               |
| Crema F.B.C.     | Crema (CR)                 | -      |                               |
| U.S. Soresinese  | Soresina (CR)              | -      | Anno sabbatico                |
| S.G. Stradellina | Stradella (PV)             | -      | Società di nuova affiliazione |
| Washington S.C.  | Milano                     | -      |                               |

#### Classifica finale
|  | Pos. | Squadra         | Pt | G  | V | N | P | GF | GS | DR |
|  | ---- | --------------- | -- | -- | - | - | - | -- | -- | -- |
|  | 1.   | Crema           | 18 | 10 |   |   |   |    |    | +  |
|  | 2.   | Codogno         | 14 | 10 |   |   |   |    |    | +  |
|  | 3.   | Cernusco        | 11 | 10 |   |   |   |    |    | +  |
|  | 4.   | Stradellina     | 9  | 10 |   |   |   |    |    | -  |
|  | 5.   | Soresinese      | 7  | 10 |   |   |   |    |    | -  |
|  | 6.   | Washington (-1) | 0  | 10 |   |   |   |    |    | -  |

Legenda:

      Ammesso alla finale lombarda.
Regolamento:

Due punti a vittoria, uno a pareggio, zero a sconfitta.
Note:
Washington ha scontato 1 punto di penalizzazione in classifica per una rinuncia, e a fine stagione rinuncia anche al campionato.

### Girone C

#### Squadre partecipanti
| Club                          | Città          | Stadio | Stagione precedente                    |
| ----------------------------- | -------------- | ------ | -------------------------------------- |
| S.G.M. Forti e Liberi         | Monza (MI)     | -      |                                        |
| Meda F.B.C.                   | Meda (MI)      | -      | 4º nel gir.C della Promozione Lombarda |
| C.S. Savoia                   | Cernobbio (CO) | -      |                                        |
| Labor Sportiva Seregno F.B.C. | Seregno (MI)   | -      | 7º nel gir.D della Promozione Lombarda |
| A.S. Seveso San Pietro        | Seveso (MI)    | -      |                                        |
| Vigor F.B.C.                  | Milano         | -      |                                        |

#### Classifica finale
|  | Pos. | Squadra        | Pt | G  | V | N | P | GF | GS | DR |
|  | ---- | -------------- | -- | -- | - | - | - | -- | -- | -- |
|  | 1.   | Labor Seregno  | 16 | 10 |   |   |   |    |    | +  |
|  | 2.   | Savoia         | 13 | 10 |   |   |   |    |    | +  |
|  | 3.   | Meda           | 11 | 10 |   |   |   |    |    | +  |
|  | 4.   | Forti e Liberi | 10 | 10 |   |   |   |    |    | -  |
|  | 5.   | Seveso S.P.    | 5  | 10 |   |   |   |    |    | -  |
|  | 5.   | Vigor          | 5  | 10 |   |   |   |    |    | -  |

Legenda:

      Ammesso alla finale lombarda.
Regolamento:

Due punti a vittoria, uno a pareggio, zero a sconfitta.

### Girone D

#### Squadre partecipanti
| Club                 | Città              | Stadio | Stagione precedente                                   |
| -------------------- | ------------------ | ------ | ----------------------------------------------------- |
| Abbiategrasso F.B.C. | Abbiategrasso (MI) | -      |                                                       |
| Minerva F.B.C.       | Milano             | -      |                                                       |
| Nazionale Lombardia  | Magenta (MI)       | -      |                                                       |
| Sport Iris Milan     | Milano             | -      |                                                       |
| G.C. Vigevanesi      | Vigevano (PV)      | -      | 3º nel girone B della Terza Categoria della Lombardia |
| A.C. Vogherese       | Voghera (PV)       | -      | 3ª nella Seconda Divisione della Lombardia            |

#### Classifica finale
|  | Pos. | Squadra                  | Pt | G  | V | N | P | GF | GS | DR |
|  | ---- | ------------------------ | -- | -- | - | - | - | -- | -- | -- |
|  | 1.   | Vogherese                | 17 | ?? |   |   |   |    |    | +  |
|  | 1.   | Minerva                  | 17 | ?? |   |   |   |    |    | +  |
|  | 3.   | GC Vigevanesi            | 10 | ?? |   |   |   |    |    | +  |
|  | 3.   | Abbiategrasso            | 10 | ?? |   |   |   |    |    | -  |
|  | 5.   | Sport Iris Milan         | 4  | ?? |   |   |   |    |    | -  |
|  | 6.   | Nazionale Lombardia (-1) | 0  | ?? |   |   |   |    |    | -  |

Legenda:

      Ammesso alla finale lombarda.
Regolamento:

Due punti a vittoria, uno a pareggio, zero a sconfitta.
Note:
Classifica "sul campo" (quella definitiva non è disponibile). In seguito ad alcuni risultati cambiati a tavolino Vogherese e Minerva si trovarono a pari punti e fu necessario lo spareggio per il primo posto.
La Nazionale Lombardia ha scontato 1 punto di penalizzazione in classifica per una rinuncia. A fine stagione cessò definitivamente.
1 punto mancante dal computo totale.

### Spareggio per il primo posto in classifica
|           | Risultato |         | Luogo e data   |
| --------- | --------- | ------- | -------------- |
| Vogherese | 1 - 0     | Minerva | ??, ?? ?? 1923 |
|           |           |         |                |

### Girone E

#### Squadre partecipanti
| Club                    | Città               | Stadio | Stagione precedente                         |
| ----------------------- | ------------------- | ------ | ------------------------------------------- |
| Canottieri Lecco        | Lecco (CO)          | -      | 4ª nel gir.finale della Promozione lombarda |
| U.S. Caratese           | Carate Brianza (MI) | -      | 4ª nel girone D della Promozione lombarda   |
| S.C. Italia             | Ponte Chiasso (CO)  | -      |                                             |
| Olona Pro Milano F.B.C. | Milano              | -      |                                             |
| S.G. Pro Lissone        | Lissone (MI)        | -      | 6ª nel girone B della Promozione lombarda   |
| Pro Victoria F.B.C.     | Monza (MI)          | -      |                                             |

#### Classifica finale
|  | Pos. | Squadra          | Pt | G  | V | N | P | GF | GS | DR |
|  | ---- | ---------------- | -- | -- | - | - | - | -- | -- | -- |
|  | 1.   | Canottieri Lecco | 16 | 10 |   |   |   |    |    | +  |
|  | 2.   | Olona            | 12 | 10 |   |   |   |    |    | +  |
|  | 3.   | Pro Victoria     | 11 | 10 |   |   |   |    |    | +  |
|  | 4.   | Pro Lissone      | 10 | 10 |   |   |   |    |    | -  |
|  | 5.   | Italia           | 7  | 10 |   |   |   |    |    | -  |
|  | 6.   | Caratese (-2)    | 0  | 10 |   |   |   |    |    | -  |

Legenda:

      Ammesso alla finale lombarda.
Regolamento:

Due punti a vittoria, uno a pareggio, zero a sconfitta.
Note:
La Caratese ha scontato 2 punti di penalizzazione in classifica per due rinunce, e rinuncia alla FIGC a fine stagione.
2 punti mancanti dal computo totale.

### Girone F

#### Squadre partecipanti
| Club                  | Città             | Stadio | Stagione precedente |
| --------------------- | ----------------- | ------ | ------------------- |
| Ardita Ausonia F.B.C. | Milano            | -      |                     |
| S.C. Dergano          | Milano            | -      |                     |
| S.G. Gallaratese      | Gallarate (MI)    | -      |                     |
| S.C. Induno Olona     | Induno Olona (MI) | -      |                     |
| U.S. Sacconaghese     | Sacconago (MI)    | -      |                     |
| G.S. Tintoria Comense | Como              | -      |                     |

#### Classifica finale
|  | Pos. | Squadra          | Pt | G  | V | N | P | GF | GS | DR |
|  | ---- | ---------------- | -- | -- | - | - | - | -- | -- | -- |
|  | 1.   | Ardita Ausonia   | 20 | 10 |   |   |   |    |    | +  |
|  | 2.   | Gallaratese      | 12 | 10 |   |   |   |    |    | +  |
|  | 2.   | Tintoria Comense | 12 | 10 |   |   |   |    |    | +  |
|  | 4.   | Induno Olona     | 10 | 10 |   |   |   |    |    | -  |
|  | 5.   | Dergano          | 4  | 10 |   |   |   |    |    | -  |
|  | 6.   | Sacconaghese     | 2  | 10 |   |   |   |    |    | -  |

Legenda:

      Ammesso alla finale lombarda.
Regolamento:

Due punti a vittoria, uno a pareggio, zero a sconfitta.
La Sacconaghese rinuncia al campionato a fine stagione.

### Girone finale

#### Classifica finale
|  | Pos. | Squadra          | Pt | G  | V | N | P | GF | GS | DR |
|  | ---- | ---------------- | -- | -- | - | - | - | -- | -- | -- |
|  | 1.   | Canottieri Lecco | 14 | 10 |   |   |   |    |    | +  |
|  | 2.   | Labor Seregno    | 13 | 10 |   |   |   |    |    | +  |
|  | 2.   | Vogherese        | 13 | 10 |   |   |   |    |    | +  |
|  | 4.   | Ardita Ausonia   | 10 | 10 |   |   |   |    |    | -  |
|  | 5.   | Crema (-1)       | 6  | 10 |   |   |   |    |    | -  |
|  | 6.   | Marelli          | 3  | 10 |   |   |   |    |    | -  |

Legenda:

      Ammesso alle qualificazioni alla Seconda Divisione.
Regolamento:

Due punti a vittoria, uno a pareggio, zero a sconfitta.
Note:
Crema ha scontato 1 punto di penalizzazione in classifica per una rinuncia.

## Veneto

### Girone A

#### Squadre partecipanti
| Club                   | Città                | Stadio | Stagione precedente |
| ---------------------- | -------------------- | ------ | ------------------- |
| C.S. Conegliano        | Conegliano (TV)      |        |                     |
| S.C. U.C.A.M.A. Friuli | Udine                |        |                     |
| A.C. Pordenone         | Pordenone (UD)       |        |                     |
| U.S. Olimpia           | Treviso              |        |                     |
| C.S. Vittorio          | Vittorio Veneto (TV) |        |                     |

#### Classifica finale
|  | Pos. | Squadra           | Pt | G | V | N | P | GF | GS | DR |
|  | ---- | ----------------- | -- | - | - | - | - | -- | -- | -- |
|  | 1.   | Pordenone         | 13 | 8 | 6 | 1 | 1 |    |    |    |
|  | 2.   | Conegliano        | 8  | 8 | 3 | 2 | 3 |    |    |    |
|  | 3.   | Olimpia           | 7  | 8 | 3 | 1 | 4 |    |    |    |
|  | 3.   | U.C.A.M.A. Friuli | 7  | 8 | 2 | 3 | 3 |    |    |    |
|  | 5.   | Vittorio          | 5  | 8 | 2 | 1 | 5 |    |    |    |

Legenda:

      Ammesso alla finale veneta.
Regolamento:

Due punti a vittoria, uno a pareggio, zero a sconfitta.

#### Calendario
| Andata (1ª) | Andata (1ª)       | Prima giornata     | Ritorno (6ª) | Ritorno (6ª) |
|             |                   |                    |              |              |
| 17 dic.     | 2-2               | Vittorio-Friuli    | 1-5          | 28 gen.      |
| 17 dic.     | _-_               | Conegliano-Olimpia | 1-4          | 28 gen.      |
| 17 dic.     | Riposa: Pordenone |                    |              | 28 gen.      |

| Andata (2ª) | Andata (2ª)     | Seconda giornata            | Ritorno (7ª) | Ritorno (7ª) |
|             |                 |                             |              |              |
| 31 dic.     | 1-1             | U.C.A.M.A. Friuli-Pordenone | 1-0          | 4 feb.       |
| 31 dic.     | _-_             | Vittorio-Conegliano         | 1-3          | 4 feb.       |
| 31 dic.     | Riposa: Olimpia |                             |              | 4 feb.       |

| Andata (3ª) | Andata (3ª)        | Terza giornata            | Ritorno (8ª) | Ritorno (8ª) |
|             |                    |                           |              |              |
| 7 gen.      | 2-4                | U.C.A.M.A. Friuli-Olimpia | 1-1          | 11 feb.      |
| 7 gen.      | 1-0                | Pordenone-Vittorio        | 1-0          | 11 feb.      |
| 7 gen.      | Riposa: Conegliano |                           |              | 11 feb.      |

| Andata (4ª) | Andata (4ª)      | Quarta giornata              | Ritorno (9ª) | Ritorno (9ª) |
|             |                  |                              |              |              |
| 14 gen.     | 2-1              | Conegliano-U.C.A.M.A. Friuli | 1-1          | 18 feb.      |
| 14 gen.     | _-_              | Olimpia-Pordenone            | 0-1          | 18 feb.      |
| 14 gen.     | Riposa: Vittorio |                              |              | 18 feb.      |

| Andata (5ª) | Andata (5ª)               | Quinta giornata      | Ritorno (10ª) | Ritorno (10ª) |
|             |                           |                      |               |               |
| 21 gen.     | 6-3                       | Olimpia-Vittorio     | _-_           | 25 feb.       |
| 21 gen.     | 4-1                       | Pordenone-Conegliano | _-_           | 25 feb.       |
| 21 gen.     | Riposa: U.C.A.M.A. Friuli |                      |               | 25 feb.       |

### Girone B

#### Squadre partecipanti
| Club                      | Città        | Stadio                   | Stagione precedente |
| ------------------------- | ------------ | ------------------------ | ------------------- |
| A.C. Carraresi            | Padova       |                          |                     |
| U.S. Ferroviario          | Venezia      |                          |                     |
| C.S. Lido                 | Venezia-Lido |                          |                     |
| A.C. Mestre               | Mestre (VE)  | Stadio Francesco Baracca |                     |
| Sportiva Veneziana Virtus | Venezia      |                          |                     |

#### Classifica finale
|  | Pos. | Squadra          | Pt | G | V | N | P | GF | GS | DR |
|  | ---- | ---------------- | -- | - | - | - | - | -- | -- | -- |
|  | 1.   | Mestre           | 14 | 8 |   |   |   |    |    | +  |
|  | 2.   | Veneziana Virtus | 13 | 8 |   |   |   |    |    | +  |
|  | 3.   | Lido             | 6  | 8 |   |   |   |    |    | +  |
|  | 4.   | Ferroviario      | 5  | 8 |   |   |   |    |    | -  |
|  | 5.   | Carraresi        | 2  | 8 |   |   |   |    |    | -  |

Legenda:

      Ammesso alla finale veneta.
Regolamento:

Due punti a vittoria, uno a pareggio, zero a sconfitta.

#### Calendario
| Andata (1ª) | Andata (1ª)              | Prima giornata   | Ritorno (6ª) | Ritorno (6ª) |
|             |                          |                  |              |              |
| 17 dic.     | 1-1                      | Ferroviario-Lido | 1-1          | 28 gen.      |
| 17 dic.     | 1-2                      | Carraresi-Mestre | 1-6          | 28 gen.      |
| 17 dic.     | Riposa: Veneziana Virtus |                  |              | 28 gen.      |

| Andata (2ª) | Andata (2ª)    | Seconda giornata      | Ritorno (7ª) | Ritorno (7ª) |
|             |                |                       |              |              |
| 31 dic.     | 5-0            | Ferroviario-Carraresi | 1-3          | 4 feb.       |
| 31 dic.     | _-_            | Lido-Veneziana Virtus | 0-2          | 4 feb.       |
| 31 dic.     | Riposa: Mestre |                       |              | 4 feb.       |

| Andata (3ª) | Andata (3ª)       | Terza giornata               | Ritorno (8ª) | Ritorno (8ª) |
|             |                   |                              |              |              |
| 7 gen.      | 1-2               | Lido-Mestre                  | 0-2          | 11 feb.      |
| 7 gen.      | 2-1               | Veneziana Virtus-Ferroviario | 1-1          | 11 feb.      |
| 7 gen.      | Riposa: Carraresi |                              |              | 11 feb.      |

| Andata (4ª) | Andata (4ª)         | Quarta giornata         | Ritorno (9ª) | Ritorno (9ª) |
|             |                     |                         |              |              |
| 14 gen.     | _-_                 | Carraresi-Lido          | 0-5          | 18 feb.      |
| 14 gen.     | 3-1                 | Mestre-Veneziana Virtus | 1-2          | 18 feb.      |
| 14 gen.     | Riposa: Ferroviario |                         |              | 18 feb.      |

| Andata (5ª) | Andata (5ª)  | Quinta giornata            | Ritorno (10ª) | Ritorno (10ª) |
|             |              |                            |               |               |
| 21 gen.     | 1-0          | Mestre-Ferroviario         | 4-1           | 25 feb.       |
| 21 gen.     | 5-0          | Veneziana Virtus-Carraresi | _-_           | 25 feb.       |
| 21 gen.     | Riposa: Lido |                            |               | 25 feb.       |

### Girone C

#### Squadre partecipanti
| Club             | Città         | Stadio | Stagione precedente                         |
| ---------------- | ------------- | ------ | ------------------------------------------- |
| U.S. Feltrese    | Feltre (BL)   |        |                                             |
| A.S. Pro Trento  | Trento        |        | Società di territorio di recente annessione |
| A.C. Pro Venezia | Venezia       |        |                                             |
| U.S. Rovereto    | Rovereto (TN) |        | Società di territorio di recente annessione |
| A.C. Thiene      | Thiene (VI)   |        |                                             |

#### Classifica finale
|  | Pos. | Squadra          | Pt | G | V | N | P | GF | GS | DR |
|  | ---- | ---------------- | -- | - | - | - | - | -- | -- | -- |
|  | 1.   | Thiene           | 14 | 8 |   |   |   |    |    | +  |
|  | 2.   | Pro Trento       | 11 | 8 |   |   |   |    |    | +  |
|  | 3.   | Feltrese         | 7  | 8 |   |   |   |    |    | +  |
|  | 3.   | Rovereto         | 7  | 8 |   |   |   |    |    | -  |
|  | 5.   | Pro Venezia (-1) | 0  | 8 |   |   |   |    |    | -  |

Legenda:

      Ammesso alla finale veneta.
Regolamento:

Due punti a vittoria, uno a pareggio, zero a sconfitta.
Note:
Pro Venezia ha scontato 1 punto di penalizzazione in classifica per una rinuncia.

#### Calendario
| Andata (1ª) | Andata (1ª)         | Prima giornata    | Ritorno (6ª) | Ritorno (6ª) |
|             |                     |                   |              |              |
| 17 dic.     | 2-2                 | Rovereto-Feltrese | _-_          | 28 gen.      |
| 17 dic.     | _-_                 | Pro Trento-Thiene | _-_          | 28 gen.      |
| 17 dic.     | Riposa: Pro Venezia |                   |              | 28 gen.      |

| Andata (2ª) | Andata (2ª)      | Seconda giornata       | Ritorno (7ª) | Ritorno (7ª) |
|             |                  |                        |              |              |
| 31 dic.     | 1-2              | Feltrese-Thiene        | 0-5          | 4 feb.       |
| 31 dic.     | _-_              | Pro Venezia-Pro Trento | 0-2          | 4 feb.       |
| 31 dic.     | Riposa: Rovereto |                        |              | 4 feb.       |

| Andata (3ª) | Andata (3ª)      | Terza giornata      | Ritorno (8ª) | Ritorno (8ª) |
|             |                  |                     |              |              |
| 7 gen.      | 5-1              | Thiene-Pro Venezia  | _-_          | 11 feb.      |
| 7 gen.      | 2-0              | Pro Trento-Rovereto | 1-1          | 11 feb.      |
| 7 gen.      | Riposa: Feltrese |                     |              | 11 feb.      |

| Andata (4ª) | Andata (4ª)    | Quarta giornata      | Ritorno (9ª) | Ritorno (9ª) |
|             |                |                      |              |              |
| 14 gen.     | 0-1            | Feltrese-Pro Trento  | 4-3          | 18 feb.      |
| 14 gen.     | 1-1            | Rovereto-Pro Venezia | _-_          | 18 feb.      |
| 14 gen.     | Riposa: Thiene |                      |              | 18 feb.      |

| Andata (5ª) | Andata (5ª)        | Quinta giornata      | Ritorno (10ª) | Ritorno (10ª) |
|             |                    |                      |               |               |
| 21 gen.     | _-_                | Thiene-Rovereto      | _-_           | 25 feb.       |
| 21 gen.     | _-_                | Pro Venezia-Feltrese | _-_           | 25 feb.       |
| 21 gen.     | Riposa: Pro Trento |                      |               | 25 feb.       |

### Qualificazioni al girone finale
Furono disputate tra le seconde classificate.
|                  | Risultati |            | Luogo e data    |
| ---------------- | --------- | ---------- | --------------- |
| Veneziana Virtus | 2-1       | Pro Trento | ???, ?? ?? 1923 |
| Veneziana Virtus | 2-1       | Conegliano | ???, ?? ?? 1923 |
|                  |           |            |                 |

Veneziana Virtus qualificata al girone finale.

### Finali

#### Classifica finale
|  | Pos. | Squadra          | Pt | G | V | N | P | GF | GS | DR |
|  | ---- | ---------------- | -- | - | - | - | - | -- | -- | -- |
|  | 1.   | Veneziana Virtus | 8  | 6 |   |   |   |    |    | +  |
|  | 2.   | Mestre           | 7  | 6 |   |   |   |    |    | +  |
|  | 2.   | Thiene           | 7  | 6 |   |   |   |    |    | +  |
|  | 4.   | Pordenone        | 2  | 6 |   |   |   |    |    | -  |

Legenda:

      Ammesso alle qualificazioni alla Seconda Divisione.
Regolamento:

Due punti a vittoria, uno a pareggio, zero a sconfitta.

## Venezia Giulia
Comitato integralmente creato su territori di recente annessione e dello Stato libero di Fiume. I club di Pola e Monfalcone, in base ai risultati della precedente annata locale, entrarono in Seconda Divisione.

### Squadre partecipanti
| Club           | Città   | Stadio | Stagione precedente |
| -------------- | ------- | ------ | ------------------- |
| A.S. Edera     | Gorizia |        |                     |
| A.S. Edera     | Trieste |        |                     |
| C.S. Gloria    | Fiume   |        |                     |
| C.S. Olympia   | Fiume   |        |                     |
| C.S. Ponziana  | Trieste |        |                     |
| U.S. Triestina | Trieste |        |                     |

#### Classifica finale
|  | Pos. | Squadra       | Pt | G  | V | N | P | GF | GS | DR |
|  | ---- | ------------- | -- | -- | - | - | - | -- | -- | -- |
|  | 1.   | Olympia Fiume | 15 | 10 |   |   |   |    |    | +  |
|  | 2.   | Gloria Fiume  | 13 | 10 |   |   |   |    |    | +  |
|  | 3.   | Triestina     | 11 | 10 |   |   |   |    |    | +  |
|  | 4.   | Edera Gorizia | 9  | 10 |   |   |   |    |    | -  |
|  | 5.   | Edera Trieste | 7  | 10 |   |   |   |    |    | -  |
|  | 6.   | Ponziana      | 5  | 10 |   |   |   |    |    | -  |

Legenda:

      Ammesso alle qualificazioni alla Seconda Divisione.
Regolamento:

Due punti a vittoria, uno a pareggio, zero a sconfitta.

## Emilia

### Girone A

#### Squadre partecipanti
| Club                   | Città                          | Stadio | Stagione precedente                    |
| ---------------------- | ------------------------------ | ------ | -------------------------------------- |
| A.C. Bologna           | Bologna                        |        | 2ª nella Seconda Divisione dell'Emilia |
| U.S. Borgo San Donnino | Borgo San Donnino (PR)         |        |                                        |
| S.S. Casalecchio       | Casalecchio di Reno (BO)       |        |                                        |
| Persiceto F.C.         | San Giovanni in Persiceto (BO) |        |                                        |
| S.C. Suzzara           | Suzzara (MN)                   |        |                                        |

### Classifica finale
|  | Pos. | Squadra           | Pt | G | V | N | P | GF | GS | DR  |
|  | ---- | ----------------- | -- | - | - | - | - | -- | -- | --- |
|  | 1.   | Borgo San Donnino | 14 | 8 | 6 | 2 | 0 | 10 | 3  | +7  |
|  | 2.   | Persiceto         | 9  | 8 | 3 | 3 | 2 | 12 | 7  | +5  |
|  | 3.   | Suzzara (-1)      | 7  | 8 | 4 | 0 | 4 | 14 | 11 | +3  |
|  | 4.   | Casalecchio       | 6  | 8 | 2 | 2 | 4 | 10 | 13 | -3  |
|  | 5.   | AC Bologna        | 3  | 8 | 0 | 3 | 5 | 4  | 15 | -11 |

Legenda:

      Ammesso alle finali.
Regolamento:

Due punti a vittoria, uno a pareggio, zero a sconfitta.
In caso di pari punti per le squadre fuori dalla zona promozione era in vigore il pari merito.
Note:
Suzzara ha scontato 1 punto di penalizzazione in classifica per una rinuncia.

### Girone B

#### Squadre partecipanti
| Club                | Città           | Stadio | Stagione precedente |
| ------------------- | --------------- | ------ | ------------------- |
| C.A. Faenza         | Faenza (RA)     |        |                     |
| U.S. Forti e Liberi | Forlì           |        |                     |
| Juventus F.C.       | Bologna         |        |                     |
| Libertas F.C.       | Ferrara         |        |                     |
| U.S. Ravennate      | Ravenna         |        |                     |
| S.P.I.M.            | Migliarino (FE) |        |                     |

### Classifica finale
|  | Pos. | Squadra        | Pt | G  | V | N | P | GF | GS | DR  |
|  | ---- | -------------- | -- | -- | - | - | - | -- | -- | --- |
|  | 1.   | Forti e Liberi | 16 | 10 | 6 | 4 | 0 | 24 | 6  | +18 |
|  | 2.   | Juventus       | 14 | 10 | 5 | 4 | 1 | 16 | 8  | +8  |
|  | 3.   | Faenza         | 11 | 10 | 4 | 3 | 3 | 21 | 23 | -2  |
|  | 4.   | S.P.I.M.       | 9  | 10 | 4 | 1 | 5 | 14 | 14 | 0   |
|  | 5.   | Libertas       | 7  | 10 | 2 | 3 | 5 | 16 | 24 | -8  |
|  | 6.   | Ravennate (-3) | 0  | 10 | 1 | 1 | 8 | 7  | 23 | -16 |

Legenda:

      Ammesso alle finali emiliane.
Regolamento:

Due punti a vittoria, uno a pareggio, zero a sconfitta.
In caso di pari punti per le squadre fuori dalla zona promozione era in vigore il pari merito.
Note:
Ravennate ha scontato 3 punti di penalizzazione in classifica per tre rinunce, le ultime tre partite non disputate. Viene comunque esentato da sanzioni retrocessorie.

### Finale
|                   | Risultati |                   | Luogo e data                     |
| ----------------- | --------- | ----------------- | -------------------------------- |
| Borgo San Donnino | 0 - 1     | Forti e Liberi    | Borgo San Donnino, 22 marzo 1923 |
| Forti e Liberi    | 1 - 2     | Borgo San Donnino | Forlì, 6 maggio 1923             |
| Borgo San Donnino | 2 - 1     | Forti e Liberi    | Bologna, 13 maggio 1923          |
|                   |           |                   |                                  |

### Verdetti finali
- Borgo San Donnino, Campione Emiliano di Terza Divisione è ammesso alle qualificazioni per la promozione in Seconda Divisione.

## Toscana

### Girone A

#### Squadre partecipanti
| Club           | Città          | Stadio | Stagione precedente |
| -------------- | -------------- | ------ | ------------------- |
| Empoli F.C.    | Empoli (FI)    |        |                     |
| Itala F.C.     | Firenze        |        |                     |
| U.S. Pistoiese | Pistoia (FI)   |        |                     |
| U.S. Pontedera | Pontedera (PI) |        |                     |
| S.S. Signa     | Signa (FI)     |        |                     |

### Classifica finale
|  | Pos. | Squadra   | Pt | G | V | N | P | GF | GS | DR  |
|  | ---- | --------- | -- | - | - | - | - | -- | -- | --- |
|  | 1.   | Pistoiese | 10 | 8 | 5 | 0 | 3 | 21 | 10 | +11 |
|  | 2.   | Empoli    | 9  | 8 | 4 | 1 | 3 | 12 | 22 | -10 |
|  | 2.   | Pontedera | 9  | 8 | 3 | 3 | 2 | 8  | 7  | +1  |
|  | 4.   | Signa     | 7  | 8 | 2 | 3 | 3 | 11 | 9  | +2  |
|  | 5.   | Itala     | 5  | 8 | 2 | 1 | 5 | 5  | 9  | -4  |

Legenda:

      Ammesso alle finali.
Regolamento:

Due punti a vittoria, uno a pareggio, zero a sconfitta.
In caso di pari punti per le squadre fuori dalla zona promozione era in vigore il pari merito.

### Qualificazione alle finali
|        | Risultato |           | Luogo e data            |
| ------ | --------- | --------- | ----------------------- |
| Empoli | 1 - 0     | Pontedera | Firenze, 15 aprile 1923 |
|        |           |           |                         |

### Girone B

#### Squadre partecipanti
| Club                        | Città            | Stadio | Stagione precedente |
| --------------------------- | ---------------- | ------ | ------------------- |
| G.S. Cucirini Cantoni Coats | Lucca            |        |                     |
| U.S. Carrarese              | Carrara          |        |                     |
| U.S. Orbetello              | Orbetello (GR)   |        |                     |
| U.S. Pietrasanta            | Pietrasanta (LU) |        |                     |
| S.S. San Marco              | Livorno          |        |                     |

### Classifica finale
|  | Pos. | Squadra       | Pt | G | V | N | P | GF | GS | DR |
|  | ---- | ------------- | -- | - | - | - | - | -- | -- | -- |
|  | 1.   | Orbetello     | 11 | 8 | 5 | 1 | 2 | 10 | 10 | 0  |
|  | 2.   | Cantoni Coats | 9  | 8 | 4 | 1 | 3 | 10 | 7  | +3 |
|  | 3.   | Carrarese     | 8  | 8 | 4 | 0 | 4 | 8  | 11 | -3 |
|  | 3.   | Pietrasanta   | 8  | 8 | 3 | 2 | 3 | 16 | 9  | +7 |
|  | 5.   | San Marco     | 4  | 8 | 1 | 2 | 5 | 4  | 11 | -7 |

Legenda:

      Ammesso alle finali.
Regolamento:

Due punti a vittoria, uno a pareggio, zero a sconfitta.
In caso di pari punti per le squadre fuori dalla zona promozione era in vigore il pari merito.

### Girone finale per il titolo
|  | Pos. | Squadra       | Pt | G | V | N | P | GF | GS | DR |
|  | ---- | ------------- | -- | - | - | - | - | -- | -- | -- |
|  | 1.   | Pistoiese     | 9  | 6 | 4 | 1 | 1 | 14 | 7  | +7 |
|  | 2.   | Cantoni Coats | 7  | 6 | 3 | 1 | 2 | 5  | 7  | -2 |
|  | 3.   | Empoli        | 5  | 6 | 2 | 1 | 3 | 7  | 8  | -1 |
|  | 4.   | Orbetello     | 3  | 6 | 0 | 3 | 3 | 3  | 7  | -4 |

Legenda:

      Campione Toscano di Terza Divisione e ammesso alle qualificazioni.
Regolamento:

Due punti a vittoria, uno a pareggio, zero a sconfitta.

## Qualificazioni alla Seconda Divisione
Secondo quanto stabilito dal nuovo regolamento campionati, elaborato dalla C.C.I. nella stagione 1921-1922 ma fino ad allora non ancora applicato, la promozione dalla categoria inferiore (il campionato di Terza Divisione regionale) doveva essere attuata ponendo in discussione una squadra della categoria superiore. Queste gare furono le uniche gestite dalla Lega Nord per questa categoria.
Visto che i Comitati Regionali del nord Italia all'epoca erano 7, mentre i gironi della Seconda Divisione erano rimasti 6 tanti quante le regioni prebelliche, si dovette venire incontro al Comitato Regionale Giuliano costituito nel 1920 allineandolo alle altre con un "forzato" spareggio fratricida con il campione del C.R. Veneto, la Veneziana Virtus:

### Preliminare
|                  | Risultati |                  | Città e data            |  |
| ---------------- | --------- | ---------------- | ----------------------- |  |
| Veneziana Virtus | 1 - 7     | Olympia Fiume    | Venezia, 24 giugno 1923 |  |
| Olympia Fiume    | 2 - 0     | Veneziana Virtus | Fiume, 1º luglio 1923   |  |
|                  |           |                  |                         |  |

### Qualificazione A
|                 | Risultati |                 | Città e data             |  |
| --------------- | --------- | --------------- | ------------------------ |  |
| Entella         | 1 - 1     | Veloci Embriaci | Chiavari, 1º luglio 1923 |  |
| Veloci Embriaci | 1 - 0     | Entella         | Genova, 8 luglio 1923    |  |
|                 |           |                 |                          |  |

### Qualificazione B
|           | Risultati |           | Città e data                     |  |
| --------- | --------- | --------- | -------------------------------- |  |
| Settimese | 3 - 3     | Varese    | Settimo Torinese, 15 luglio 1923 |  |
| Varese    | 3 - 1     | Settimese | Varese, 22 luglio 1923           |  |
|           |           |           |                                  |  |

### Qualificazione C
|                  | Risultati |                  | Città e data          |  |
| ---------------- | --------- | ---------------- | --------------------- |  |
| Monza            | 2 - 1     | Canottieri Lecco | Monza, 22 luglio 1923 |  |
| Canottieri Lecco | 0 - 1     | Monza            | Lecco, 29 luglio 1923 |  |
|                  |           |                  |                       |  |

### Qualificazione D
|                   | Risultati |                   | Città e data                      |  |
| ----------------- | --------- | ----------------- | --------------------------------- |  |
| Ostiglia          | 6 - 2     | Borgo San Donnino | Ostiglia, 26 giugno 1923          |  |
| Borgo San Donnino | 1 - 0     | Ostiglia          | Borgo San Donnino, 1º luglio 1923 |  |
| Ostiglia          | 1 - 0     | Borgo San Donnino | Reggio Emilia, 8 luglio 1923      |  |
|                   |           |                   |                                   |  |

### Qualificazione E
|               | Risultati |               | Città e data          |  |
| ------------- | --------- | ------------- | --------------------- |  |
| Grion Pola    | 1 - 1     | Olympia Fiume | Pola, 8 luglio 1923   |  |
| Olympia Fiume | 2 - 1     | Grion Pola    | Fiume, 15 luglio 1923 |  |
|               |           |               |                       |  |

### Qualificazione F
|           | Risultati |           | Città e data            |  |
| --------- | --------- | --------- | ----------------------- |  |
| Siena     | 4 - 0     | Pistoiese | Siena, 24 giugno 1923   |  |
| Pistoiese | 4 - 1     | Siena     | Pistoia, 1º luglio 1923 |  |
| Siena     | 1 - 1     | Pistoiese | Livorno, 15 luglio 1923 |  |
| Siena     | 1 - 0     | Pistoiese | Livorno, 22 luglio 1923 |  |
|           |           |           |                         |  |

### Verdetti finali
- Veloci Embriaci e Olympia promosse in Seconda Divisione 1923-1924.
- Entella e Grion Pola retrocesse in Terza Divisione 1923-1924.
- Le altre squadre rimangono nella propria categoria.

## Comitati del Sud
I tornei solo apparentemente omonimi nel Sud Italia non ebbero alcuna relazione con quelli del Nord, essendo stati solo una semplice ridenominazione di quelli precedenti di Terza Categoria cui erano succeduti.